# Iași Open 2025 - Doppio femminile
Il doppio femminile del torneo di tennis professionistico Iași Open 2025, facente parte della categoria WTA 250 nell'ambito del WTA Tour 2025, si è giocato dal 14 al 20 luglio 2025 a Iași, in Romania.
In finale Veronika Erjavec e Panna Udvardy hanno sconfitto María Carlé e Simona Waltert con il punteggio di 7-5, 6-3. É il primo titolo in carriera per Erjavec e per Udvardy, il primo stagionale per entrambe e per la coppia; inoltre, questa è la prima finale in carriera per Erjavec, mentre per Udvardy è la prima finale da Hobart 2023. Questa è anche la prima finale in carriera per Carlé, mentre per Waltert è la prima finale da Losanna 2021.
Anna Danilina e Irina Chromačëva erano le campionesse in carica, ma entrambe hanno scelto di non partecipare a questa edizione del torneo.

## Teste di serie
1. Iryna Šymanovič /  Anna Sisková (quarti di finale)
2. Quinn Gleason /  Ingrid Martins (quarti di finale)

1. Emily Appleton /  Isabelle Haverlag (semifinale)
2. Maja Chwalińska /  Anastasia Dețiuc (quarti di finale)

## Wildcard
1. Ana Bogdan /  Jil Teichmann (primo turno)

1. Georgia Crăciun /  Andreea Prisăcariu (primo turno)

## Tabellone

### Legenda
| - Q = Qualificato - WC = Wild card - LL = Lucky loser | - ALT = Alternate - SE = Special Exempt - PR = Protected Ranking | - w/o = Walkover - r = Ritirato - d = Squalificato |

|  | Primo turno | Primo turno                        | Primo turno               | Primo turno | Primo turno |  |  | Quarti di finale | Quarti di finale                   | Quarti di finale                   | Quarti di finale    | Quarti di finale    |   |   | Semifinali | Semifinali                         | Semifinali                         | Semifinali                 | Semifinali                 |   |   | Finale | Finale | Finale | Finale | Finale |  |
|  |             |                                    |                           |             |             |  |  |                  |                                    |                                    |                     |                     |   |   |            |                                    |                                    |                            |                            |   |   |        |        |        |        |        |  |
|  | 1           | I Šymanovič A Sisková              | I Šymanovič A Sisková     | 6           | 6           |  |  |                  |                                    |                                    |                     |                     |   |   |            |                                    |                                    |                            |                            |   |   |        |        |        |        |        |  |
|  | WC          | A Bogdan J Teichmann               | A Bogdan J Teichmann      | 2           | 2           |  |  | 1                | I Šymanovič A Sisková              | I Šymanovič A Sisková              | 64                  | 4                   |   |   |            |                                    |                                    |                            |                            |   |   |        |        |        |        |        |  |
|  |             | Y Cavallé Reimers A Herrero Liñana | 3                         | 6           | [10]        |  |  |                  | Y Cavallé Reimers A Herrero Liñana | Y Cavallé Reimers A Herrero Liñana | 7                   | 6                   |   |   |            |                                    |                                    |                            |                            |   |   |        |        |        |        |        |  |
|  |             | J Aney J Failla                    | 6                         | 3           | [7]         |  |  |                  |                                    |                                    |                     |                     |   |   |            | Y Cavallé Reimers A Herrero Liñana | Y Cavallé Reimers A Herrero Liñana | 5                          | 0                          |   |   |        |        |        |        |        |  |
|  | 4           | M Chwalińska A Dețiuc              | M Chwalińska A Dețiuc     | 6           | 6           |  |  |                  |                                    |                                    | V Erjavec P Udvardy | V Erjavec P Udvardy | 7 | 6 |            |                                    |                                    |                            |                            |   |   |        |        |        |        |        |  |
|  |             | I Burillo A Lázaro García          | I Burillo A Lázaro García | 2           | 1           |  |  | 4                | M Chwalińska A Dețiuc              | M Chwalińska A Dețiuc              | 5                   | 1                   |   |   |            |                                    |                                    |                            |                            |   |   |        |        |        |        |        |  |
|  |             | V Erjavec P Udvardy                | V Erjavec P Udvardy       | 6           | 6           |  |  |                  | V Erjavec P Udvardy                | V Erjavec P Udvardy                | 7                   | 6                   |   |   |            |                                    |                                    |                            |                            |   |   |        |        |        |        |        |  |
|  |             | N Karamoko L Tran                  | N Karamoko L Tran         | 4           | 2           |  |  |                  |                                    |                                    |                     |                     |   |   |            | Veronika Erjavec Panna Udvardy     | Veronika Erjavec Panna Udvardy     | 7                          | 6                          |   |   |        |        |        |        |        |  |
|  |             | A Barnett E Lechemia               | A Barnett E Lechemia      | 6           | 6           |  |  |                  |                                    |                                    |                     |                     |   |   |            |                                    |                                    | María Carlé Simona Waltert | María Carlé Simona Waltert | 5 | 3 |        |        |        |        |        |  |
|  |             | S Feng K Zimmermann                | S Feng K Zimmermann       | 3           | 4           |  |  |                  | A Barnett E Lechemia               | 4                                  | 6                   | [4]                 |   |   |            |                                    |                                    |                            |                            |   |   |        |        |        |        |        |  |
|  | WC          | G Crăciun A Prisăcariu             | G Crăciun A Prisăcariu    | 2           | 3           |  |  | 3                | E Appleton I Haverlag              | 6                                  | 3                   | [10]                |   |   |            |                                    |                                    |                            |                            |   |   |        |        |        |        |        |  |
|  | 3           | E Appleton I Haverlag              | E Appleton I Haverlag     | 6           | 6           |  |  |                  |                                    |                                    |                     |                     |   |   | 3          | E Appleton I Haverlag              | E Appleton I Haverlag              | 0                          | 4                          |   |   |        |        |        |        |        |  |
|  |             | I Ibbou B Schoofs                  | I Ibbou B Schoofs         | 6           | 4           |  |  |                  |                                    |                                    | M Carlé S Waltert   | M Carlé S Waltert   | 6 | 6 |            |                                    |                                    |                            |                            |   |   |        |        |        |        |        |  |
|  |             | M Carlé S Waltert                  | M Carlé S Waltert         | 7           | 6           |  |  |                  | M Carlé S Waltert                  | 3                                  | 6                   | [10]                |   |   |            |                                    |                                    |                            |                            |   |   |        |        |        |        |        |  |
|  |             | A Anshba A Bolsova                 | 6                         | 5           | [5]         |  |  | 2                | Q Gleason I Martins                | 6                                  | 2                   | [7]                 |   |   |            |                                    |                                    |                            |                            |   |   |        |        |        |        |        |  |
|  | 2           | Q Gleason I Martins                | 4                         | 7           | [10]        |  |  |                  |                                    |                                    |                     |                     |   |   |            |                                    |                                    |                            |                            |   |   |        |        |        |        |        |  |